# 結着剤
結着剤（けっちゃくざい）は、食品の保水性を高め、形状を保ったり食感を良くするために加えられる材料。本項では、食品添加物としての結着剤と、一般につなぎと呼ばれる材料について述べる。

## 食品添加物
主な結着剤として、ピロリン酸ナトリウム、ポリリン酸ナトリウム、メタリン酸ナトリウムなどのリン酸塩や、カゼインナトリウムなどが用いられる。保水作用、金属イオン封鎖作用、水に不溶・難溶な物質を安定な懸濁液として分散させる作用、難溶性物質の結晶析出防止作用により、「アシ」と呼ばれる特有の弾力を保つ効果を持つ。魚肉練り製品、チーズ、たらこ、ソーセージ、成型肉などへの添加が主であるが、リン酸塩は変色・沈澱・乾燥防止、味の調和、食感向上などの目的で、清涼飲料水・味噌・ソース・アイスクリーム・日本酒など様々な食品の製造にも使われる。カゼインナトリウムは、乳アレルギーのアレルゲンとなる場合があること、リン酸塩は体内におけるカルシウムの吸収を阻害することなどの問題点も有する。また、ブロック肉などでは、雑菌が混入する恐れがあることから、食品衛生法で使用が禁止されている。

## つなぎ
そばそばに用いられるつなぎは小麦粉（強力粉もしくは中力粉）が一般的であり、つなぎに用いられる小麦粉のことを「割り粉」と呼ぶ。このほか地域により、山芋、蓮根、卵、海藻などが使われる。そばのつなぎには、粘りを出し、麺を打つ作業をしやすくする、麺を切れにくく、かつ伸びにくくする役割がある。つなぎを加えないそばは十割蕎麦や生粉打ち蕎麦と呼ばれる。
ハンバーグ日本の家庭で作られるものでは、一般に塩・溶き卵・パン粉が使われる。主に塩は肉の組織同士の結着を強め、卵はコクや風味を付け、パン粉は肉汁を保持する役割を果たす。